# Seznam bratislavských paláců

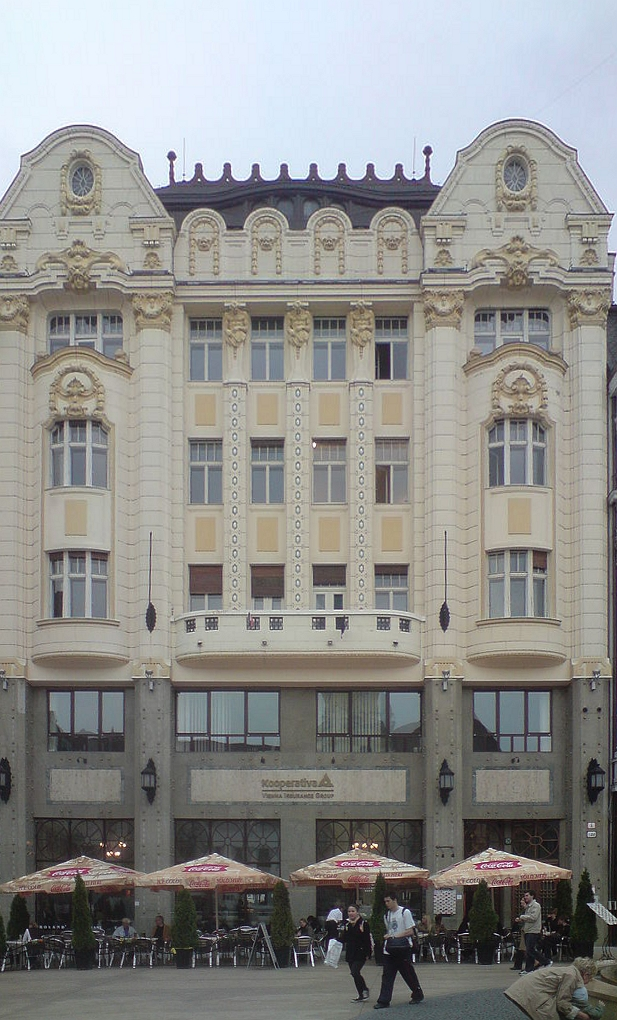
Palác Uherské eskontní a směnárenské banky

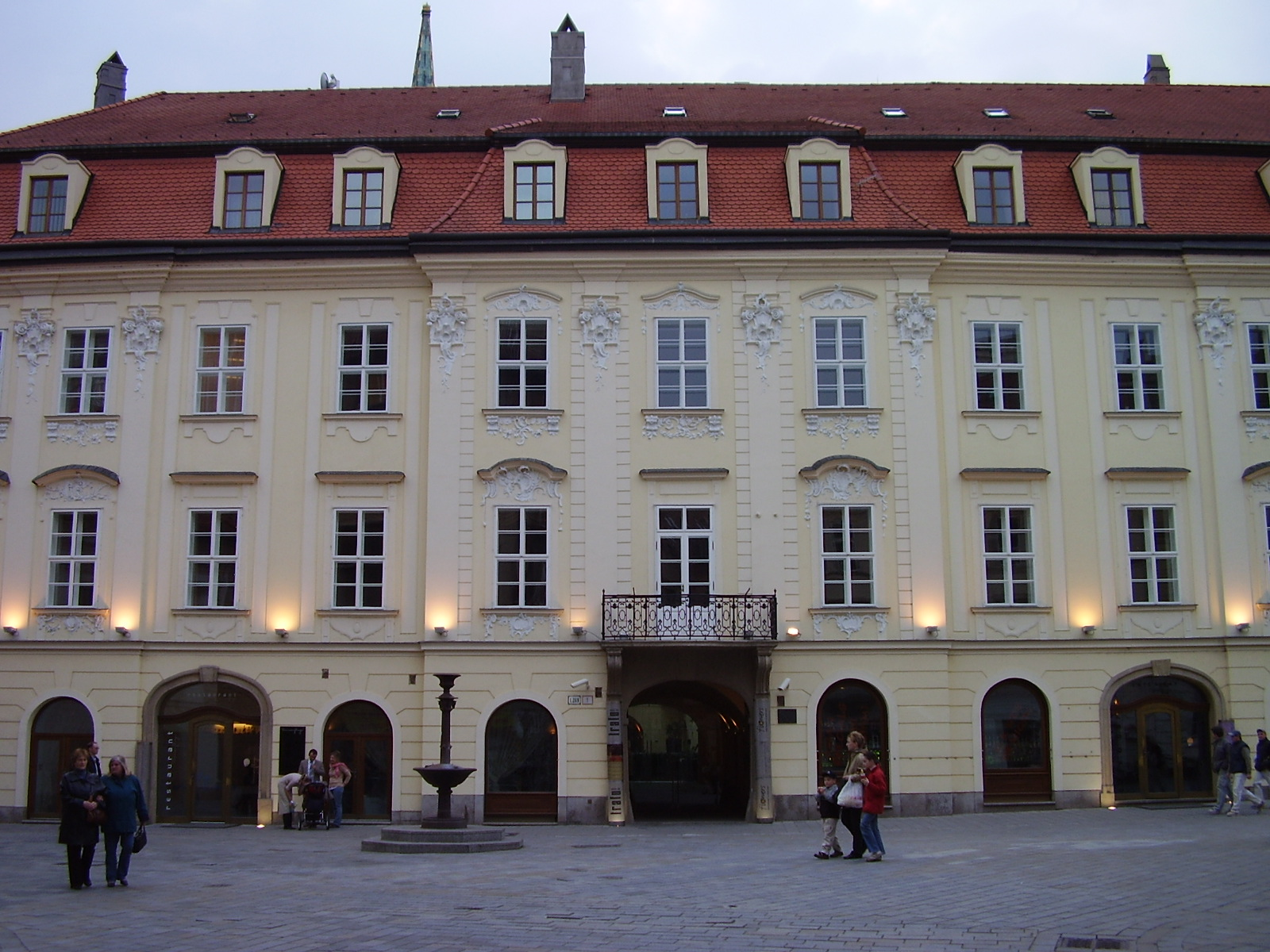
Erdődyho palác, Ventúrska ulice

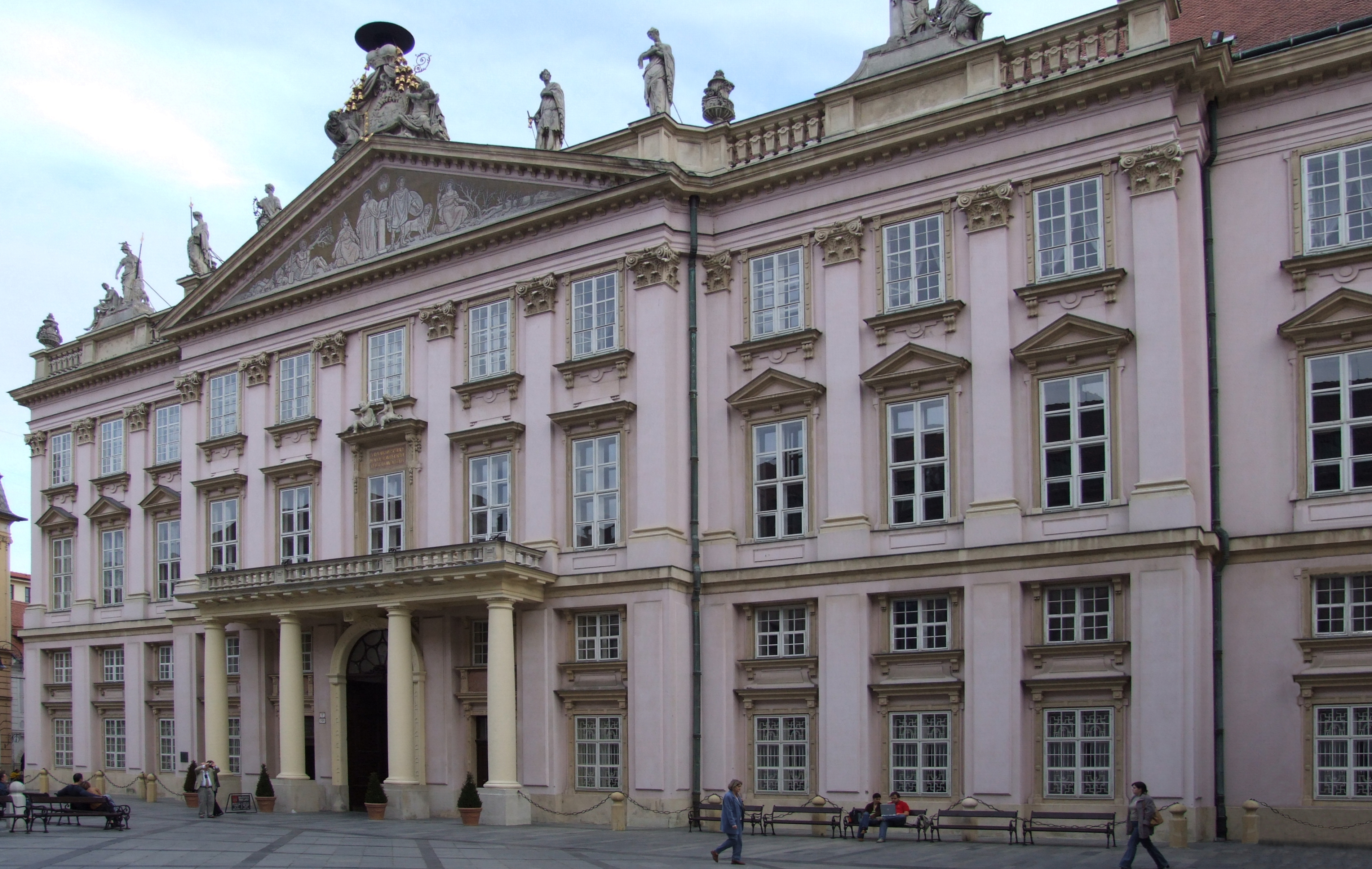
Primaciální palác

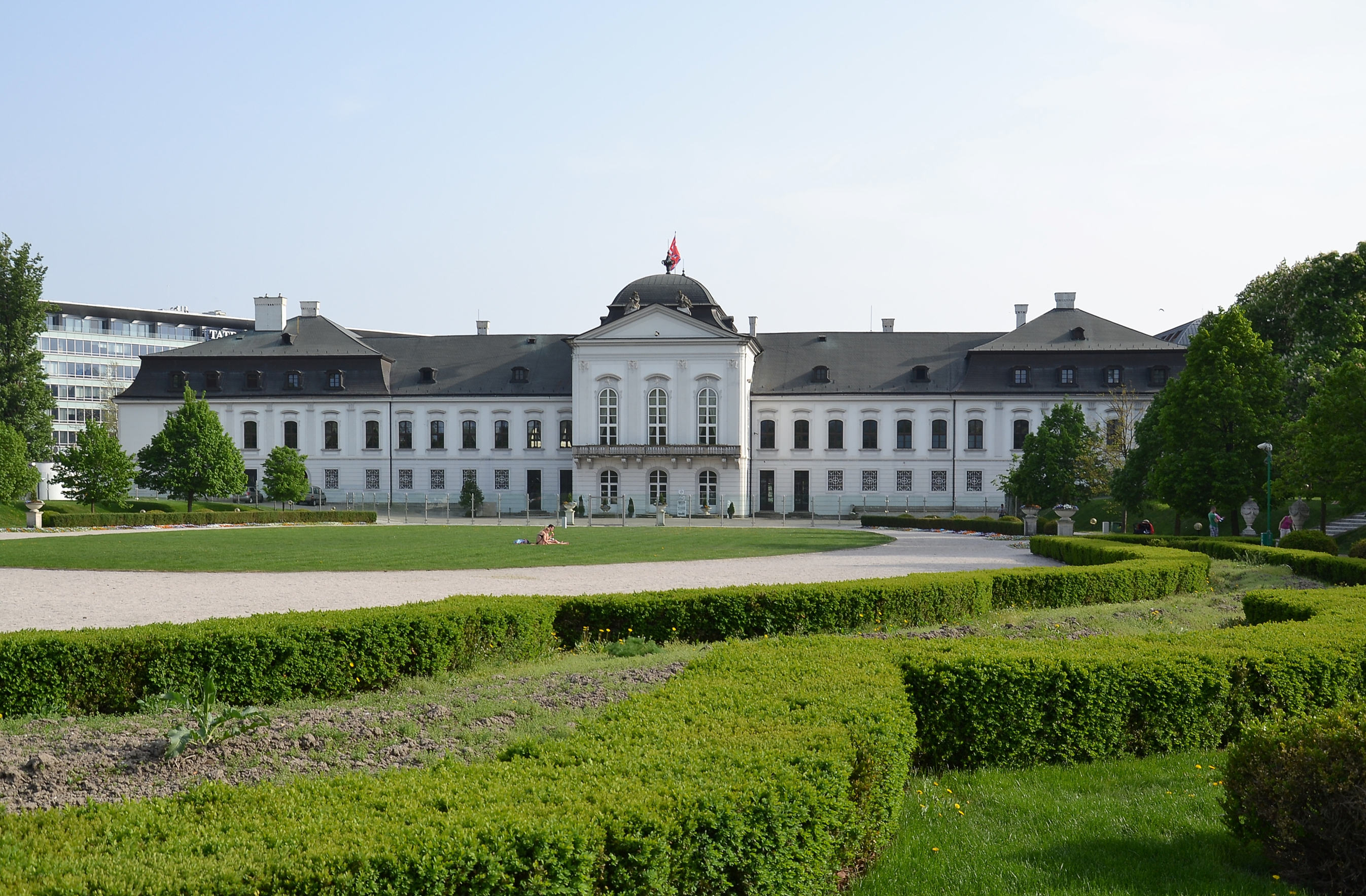
Grasalkovičův palác

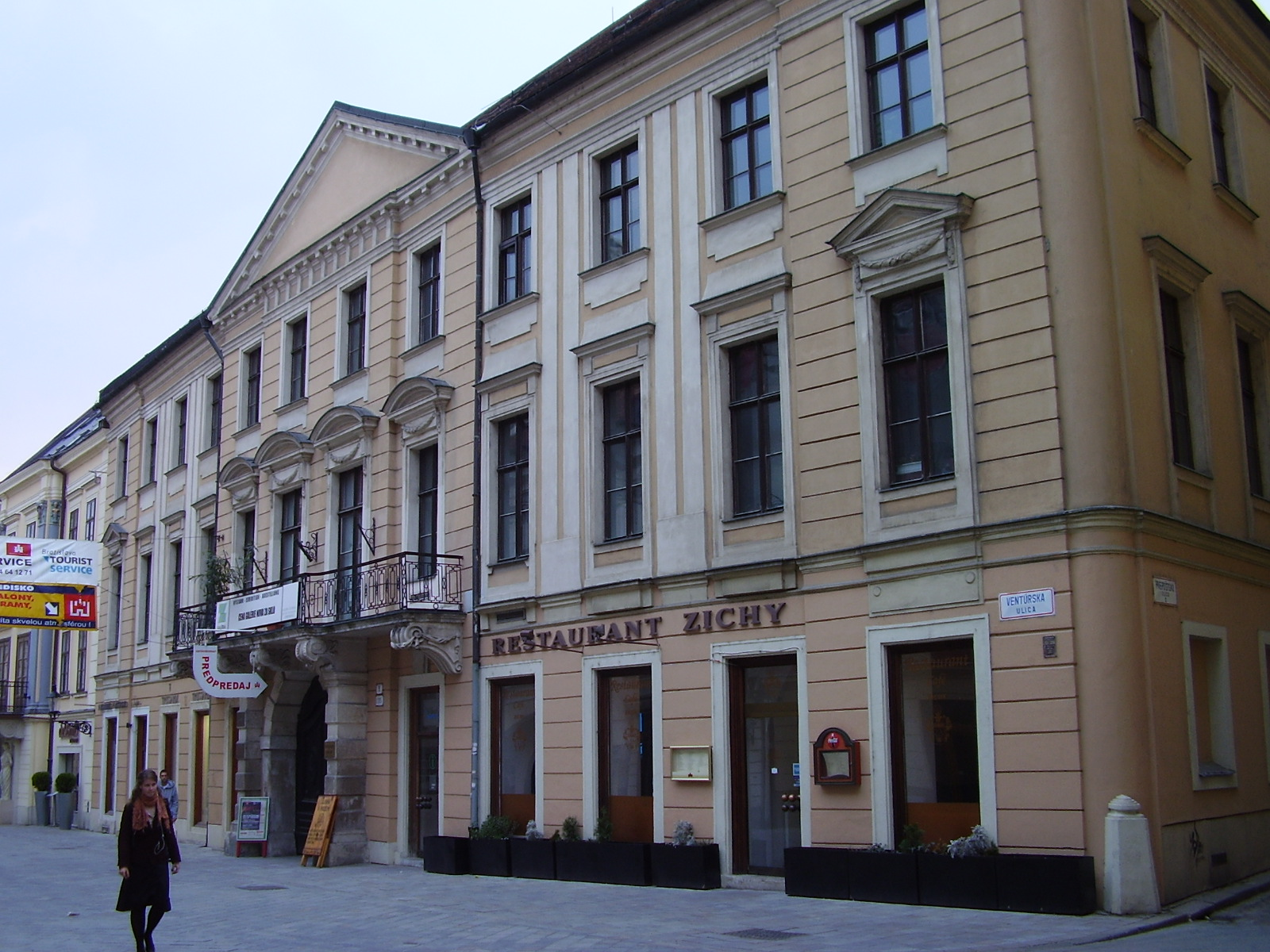
Zičiho palác

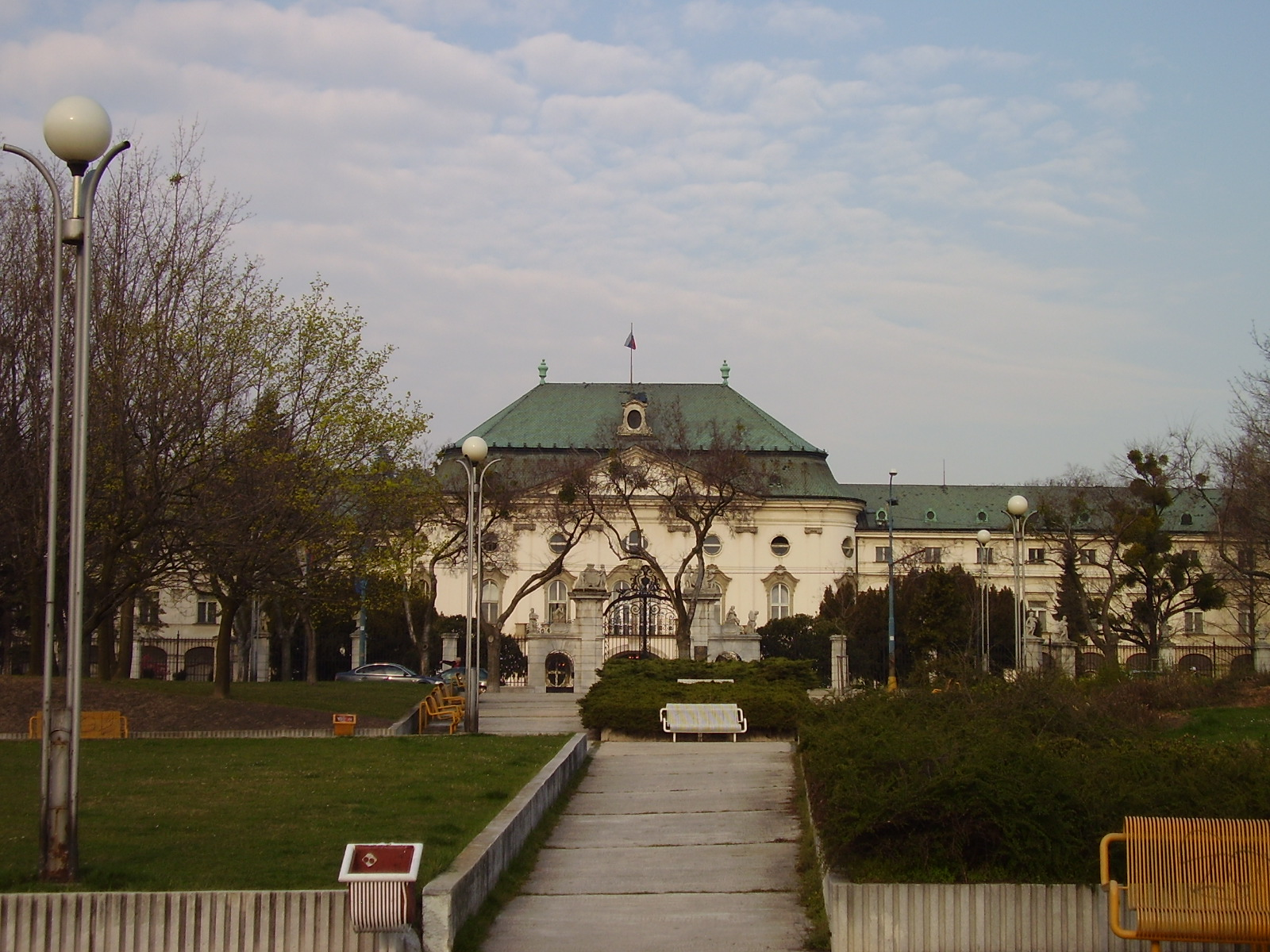
Letní arcibiskupský palác

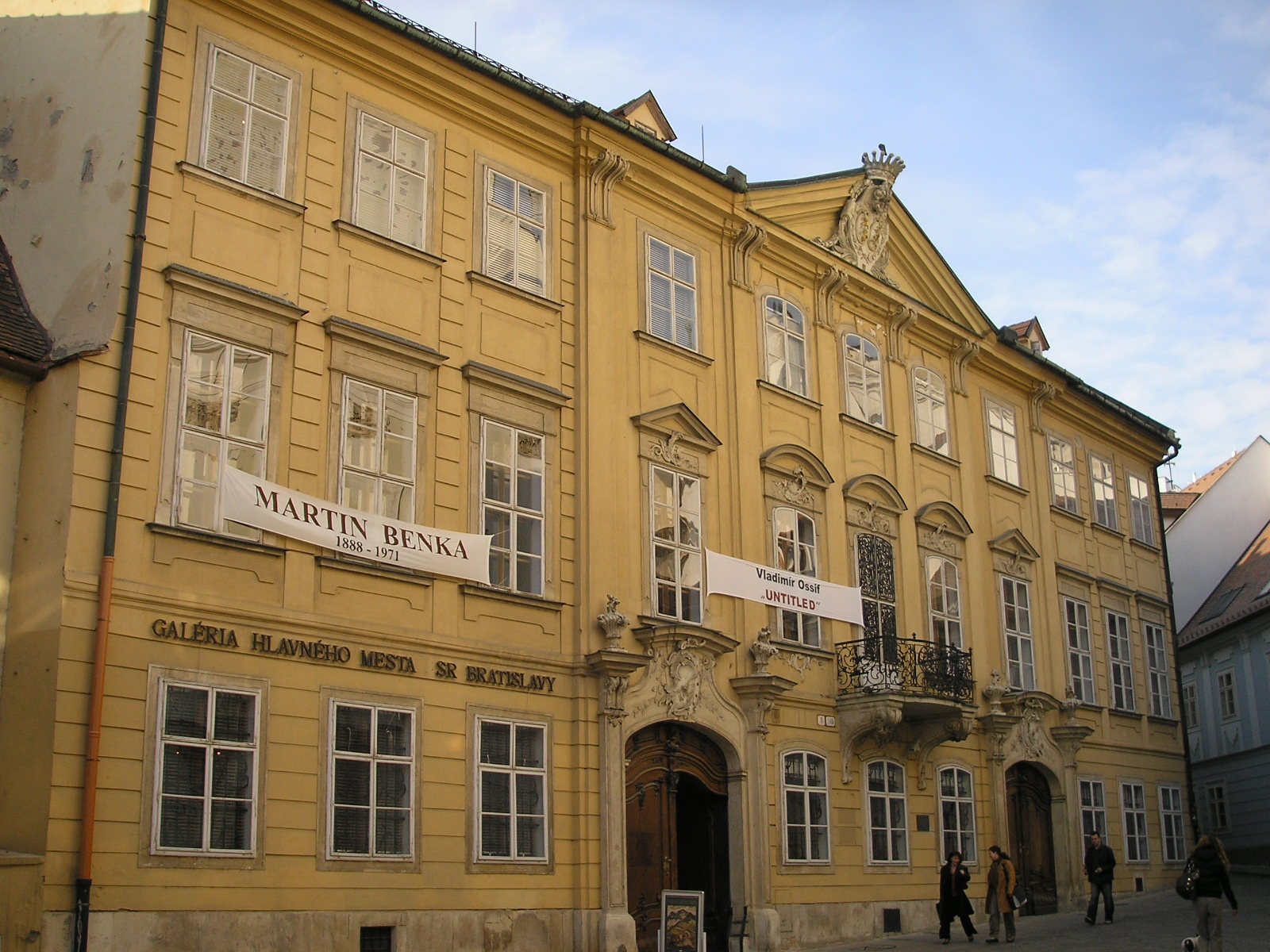
Mirbachův palác

Toto je seznam nejznámějších paláců, které se nacházejí nebo se v minulosti nacházely
v hlavním městě Slovenska v Bratislavě.
Panská
- Pálfiho palác (Panská 19-21)
- Keglevičův palác (Panská 27)
- Čákiho palác (Panská)
- Esterháziho palác (Panská)
- Balašův palác (Panská 15)

Hlavní náměstí
- Kutscherfeldův palác (Hlavní náměstí 7, Sedlárska 7)
- Místodržitelský palác (Hlavní náměstí 8)
- Palác Uherské eskontní a směnárenské banky (Hlavní náměstí)
- Jesenákův palác (Hlavní náměstí 4)
- Paluďaiův palác (Zelená, Hlavní náměstí)

Ventúrska
- Erdődyho palác (Ventúrska 1)
- Illésházyho palác (Ventúrska 7)
- Zičiho palác (Ventúrska 9)
- Pálfiho palác (Ventúrska 10)
- Palác Leopolda de Pauliho (Ventúrska 15)
- Péterffiho palác (Ventúrska 18)

Bratislavský hrad a Podhradie
- Královský palác na Bratislavském hradě (Bratislavský hrad)
- Brauneckerův palác (Vydrica)
- Palác knížete Rohana (Vydrica)
- Pálfiho palác (Zámocká)

Hviezdoslavovo náměstí
- Čomův palác (Hviezdoslavovo náměstí 6)
- Nesterův palác (Hviezdoslavovo náměstí)
- Pálfiho palác (Hviezdoslavovo náměstí 18)
- Maldeghemův palác (Hviezdoslavovo náměstí 12)
- Čákiho palác (Hviezdslavovo náměstí 14)

Náměstí Ľudovíta Štúra
- Esterháziho palác (Náměstí Ľudovíta Štúra)
- Dessewffyho palác (Náměstí Ľudovíta Štúra)
- Lanfranconiho palác (Náměstí Ľudovíta Štúra 1)

Gorkého
- Palác Motešických (Gorkého 5, Laurinská 8)
- Pálffyho palác (Gorkého)

Štefánikova
- Pistoriho palác (Štefánikova 25)
- Karáčoniho palác (Štefánikova 2)

Náměstí SNP
- Poštovní palác (Náměstí SNP)
- Bankovní palác Tatra banky (Náměstí SNP)

Kapitulská
- Prepoštský palác (Kapitulská)
- Esterháziho palác (Kapitulská 6-8)

Michalská
- Palác Uherské královské komory (Michalská 1)
- Jesenákův palác (Michalská 3)

Panenská
- Georgievitsův palác (Panenská 11)
- Habermayerův palác (Panenská 15)

Vajanského nábřeží
- Jurenákův palác (Vajanského nábřeží 3)

Dunajská
- Viczayův palác (zbouraný)

Sienkiewiczova
- Palác Robotníckej poisťovne (Sienkiewiczova 1)

Hodžovo náměstí
- Grasalkovičův palác (Hodžovo náměstí 1)

Rázusovo nábřeží
- Čákiho palác (Rázusovo nábřeží)

Godrova
- Erdődyho palác (Godrova 2)

Šafárikovo náměstí
- Landererův palác (Šafárikovo náměstí)

Františkánské náměstí
- Mirbachův palác (Františkánské náměstí)

Pražská
- Paluďaiův palác (Pražská)

Štúrova
- Čákiho palác (Štúrova)

Radničná
- Aponiho palác (Radničná 1)

Špitálska
- Aspremontův letní palác (Špitálska 24)

Uršulínska
- Palác Ruttkayovců Vrúteckých (Uršulínska 6)

Náměstí slobody
- Letní arcibiskupský palác (Náměstí slobody 1)

Primaciální náměstí
- Primaciální palác (Primaciální náměstí 2)
- Ormosdyho palác

Krížna
- Ludwigův palác (Krížna)

Záhradnícka
- Justiční palác (Záhradnícka)

Trnavské mýto
- Berchtoldův palác (Trnavské mýto)

Dostojevského rad
- Coburgův palác (Dostojevského rad 1)